# Appuna församling

Appuna församlings vapen.

Appuna församling var en församling i Linköpings stift inom Svenska kyrkan i Mjölby kommun. Församlingen uppgick 2006  i Väderstads församling.

## Administrativ historik
Församlingen har medeltida ursprung. 
Församlingen utgjorde under medeltiden ett eget pastorat för att därefter till 1962 vara annexförsamling i pastoratet Hov och Appuna. Från 1962 till 2006 var församlingen annexförsamling i pastoratet Väderstad, Appuna, Hogstad och Kumla där även Rinna och Hovs församlingar ingick mellan 1962 och 1992. Församlingen uppgick 2006  i Väderstads församling.
Församlingskod var 058610.

## Komministrar
Komministertjänsten i Appuna och Hovs pastorat drogs in 1914.
| Ämbetstid | Namn                        | Levnadstid | Övrigt                                                                |
| --------- | --------------------------- | ---------- | --------------------------------------------------------------------- |
| 1593      | Nicolaus                    |            |                                                                       |
| 1619-1620 | Ericus Jonæ Drysander       | 1589-1653  | Komminister. Senare kyrkoherde i Väderstads församling.               |
| 1624-1628 | Henricus Benedicti Gadd     | –1675      | Komminister. Senare kyrkoherde i Kimstads församling.                 |
| 1629–1639 | Jonas Laurentii Cirrhæus    | 1593–1653  | Komminister. Senare kyrkoherde i Lillkyrka församling.                |
| 1639–1652 | Jonas Joannis Kernander     | –1662      | Komminister. Senare kyrkoherde i Trehörna församling.                 |
| 1652–1669 | Petrus Andreæ Rymonius      | 1626–1669  | Komminister.                                                          |
| 1670–1700 | Benedictus Jonae Hvittelius | –1700      | Komminister.                                                          |
| 1701–1716 | Jonas Sörling               | 1669–1735  | Komminister. Senare kyrkoherde i Hovs församling.                     |
| 1716–1722 | Daniel Michaelsson          | 1671–1722  | Komminister.                                                          |
| 1723–1755 | Daniel Kihlman              | 1685–1755  | Komminister.                                                          |
| 1756–1782 | Andreas Björkedahl          | 1710–1782  | Komminister.                                                          |
| 1783–1798 | Emanuel Blom                | 1741–1798  | Komminister.                                                          |
| 1800–1819 | Reinhold Gustaf Grevillius  | 1751–1828  | Komminister. Senare kyrkoherde i Västra Stenby församling.            |
| 1819–1821 | Magnus André                | 1779–1821  | Komminister.                                                          |
| 1821      | Ch. Aug. van Mellin         | 1792–      | Vikarie.                                                              |
| 1822–1834 | Johan Reinhold Wimmermark   | 1781–      | Komminister. Senare kyrkoherde i Skedevi församling.                  |
| 1835–1851 | Paul Johan Könsberg         | 1797–1865  | Komminister. Senare kyrkoherde i Kullerstads församling.              |
| 1851–1854 | Anders Adam Kraft           | 1797–1854  | Komminister.                                                          |
| 1858-1873 | Anders Daniel Borg          | 1815-1872  | Komminister.                                                          |
| 1873-1877 | Filip Kindmark              | 1819–1877  | Komminister.                                                          |
| 1877      | Karl August Waern           |            | Tillträdde inte tjänsten. Senare kyrkoherde i Malexanders församling. |
| 1878–1879 | Karl Viktor Palmear         | 1849–1919  | Vikarie.                                                              |
| 1879–1880 | Gustaf Wetter               | 1853–      | Vikarie.                                                              |
| 1880–1896 | Karl Viktor Palmaer         | 1849–1919  | Komminister. Senare kyrkoherde i S:t Lars församling.                 |
| 1896–1904 | Johan Fredrik Holmberg      | 1866–      | Komminister. Senare kyrkoherde i Rogslösa församling.                 |
| 1903–1904 | Alfred Theodor Johansson    | 1880–      | Vikarie.                                                              |
| 1904–1908 | Jonas Peter Otto Hultén     | 1867–1951  | Tillförordnad komminister.                                            |
| 1908–1911 | Anton Oskar Eriksson        | 1876–      | Tillförordnad komminister. Senare komminister i Lofta församling.     |

## Klockare och organister[4]
| Ämbetstid  | Namn                             | Levnadstid | Kommentarer                       |
| ---------- | -------------------------------- | ---------- | --------------------------------- |
| 1620-talet | Jöns Larsson                     |            |                                   |
| 1694–1699  | Jon                              |            | Klockare                          |
| 1702–1709  | Jöns                             |            | Klockare                          |
| 1710–1714  | Samuel Nilsson                   |            | Klockare                          |
| 1739–1747  | Olof Persson                     | -1747      | Klockare                          |
| 1748–1753  | Carl Tollin                      | 1715–1755  | Klockare                          |
| 1756–1758  | Jonas Palmgren                   |            | Klockare                          |
| 1760–1774  | Nils Jansson                     | 1734–1774  | Klockare                          |
| 1774–1796  | Jacob Blom                       | 1745–1796  | Klockare                          |
|            | Lars Ericsson                    |            |                                   |
| 1796–1806  | Sven Rydberg                     | 1771–1806  | Klockare                          |
| 1806–1853  | Nils Gustaf Hall                 | 1785–1860  | Klockare                          |
| 1853–1861  | Johan Wigert                     | 1825–1861  | Organist, klockare och skollärare |
| 1862–1863  | Johan Felix Närman               | 1837–1881  | Organist, klockare och skollärare |
| 1863–1900  | Jacob Nicolaus Elfving Ahlstrand | 1839–1918  | Organist, klockare och skollärare |
| 1900–1925  | Nils Andersson                   | 1874–1925  | Organist, klockare och skollärare |
| 1926–1934  | Uno Fritiof Palmgren             | 1904–1974  | Organist, klockare och skollärare |
| 1934–1944  | Folke Gustafsson                 | 1911–1991  | Organist, klockare och skollärare |
|            | Eric Åman                        | 1910–1996  | Vikarie                           |
| -1961      | Ragnar Eklöv                     | 1905–1989  | Organist, klockare och skollärare |

## Kyrkvaktmästare
| Ämbetstid | Namn                 | Levnadstid | Övrigt |
| --------- | -------------------- | ---------- | ------ |
| 1802–1815 | Sven Apellund        | 1739–      |        |
| 1826–1847 | Anders Hurtig        | 1761–1847  |        |
| 1861–1866 | Sven Pylad           | 1805–      |        |
| -1875     | Carl August Hogman   | 1815–1875  |        |
| 1881–1922 | Johan August Jansson | 1833–1922  |        |
| 1922–1934 | Per Johan Johansson  | 1862–1945  |        |

## Kyrka
- Appuna kyrka